# Dermă
Derma este un țesut conjunctiv care conține fibre, capilare,  sanguine, ramificații nervoase. În apropierea epidermei se află niște ridicături, numite papile dermice sau creste epiteliale. În papile, cât și în profunzimea dermei se găsesc receptorii pentru excitațiile de temperatură a mediului (termice), de atingere sau pipăit (tactile), de presiune, precum și pentru excitațiile care produc durerea (dureroase).